# Port de Paranaguá
 (mars 2021).
Le contenu est difficilement compréhensible vu les erreurs de traduction, qui sont peut-être dues à l'utilisation d'un logiciel de traduction automatique.
Le port de Paranaguá est un port maritime brésilien, C'est l'un des principaux ports du Brésil et d'Amérique latine. Il est situé dans la ville de Paranaguá, dans l'État du Paraná. En 2019, c'était le 2e plus grand port du pays,,.
Le système d'accès terrestre au port est composé de BR-277, PR 401, PR 411, PR 410 et PR 412. L'accès ferroviaire se fait par le chemin de fer Sul-Atlântico S / A, Red Sur, de l'ancienne surintendance régionale de Curitiba ( SR 5), de Rede Ferroviária Federal SA (RFFSA). Le terminal à conteneurs du Paranaguá est le seul du sud du Brésil à disposer d'un train direct.

## Présentation
Le port de Paranaguá a sa zone d'influence formée par les États du Mato Grosso do Sul, du Mato Grosso, de Santa Catarina, du Rio Grande do Sul, du Paraná, du Paraguay, du Minas Gerais et d'une partie de São Paulo.
En 1935, le Paranaguá était en passe d'exporter du maté et du café et d'importer des produits manufacturés d'Europe. Le port, à seulement 400 mètres, a traité 91 500 tonnes la première année. La même chose qu'un seul navire s'est embarqué, en 2020, dans la plus grande opération de tourteau de soja dans le port de Paraná. Avec plus de 50 millions de tonnes manutentionnées dans l'année, le Paranaguá a eu 85 ans et a manipulé 500 fois plus de charges aujourd'hui qu'il n'en exploitait au moment de sa fondation.
Depuis l'arrivée du premier navire étranger, le Somme anglais, la taille et le nombre de navires accostant dans le port ont changé. Dans les années 1930, environ 400 petits bateaux et motomarines amarrent chaque année. Aujourd'hui, ils mesurent plus de 2000, plus de 330 mètres de long et 42 mètres de large.
Le trafic maritime a augmenté avec le dragage et les améliorations des infrastructures. Le premier dragage dans le port de Paranaguá date de 1936, mais ce n'est qu'en 1948 que la profondeur a été augmentée le long du quai et du bassin d'évolution.
En huit décennies, les types de produits traités ont transformé le port de Paraná. En 1965, par exemple, le Paranaguá était le plus grand exportateur de café au monde. Avec la fin du cycle des produits, dans les années 1970, des expéditions de maïs et de bois sont arrivées. Porto a déjà exporté des charges telles que le menthol cristallisé, qui était à la base de la production de dentifrice et de menthe. Ils ont été chargés sur des navires dans des barils et des caisses; Il avait déjà l'expédition de lécithine de soja, d'huile de sassafras, de manche de balai et même d'un carré de guatambu (bois d'ivoire), qui était exporté vers l'Europe pour fabriquer des pieds de meubles, ainsi que des bois nobles comme le pin et la cannelle.

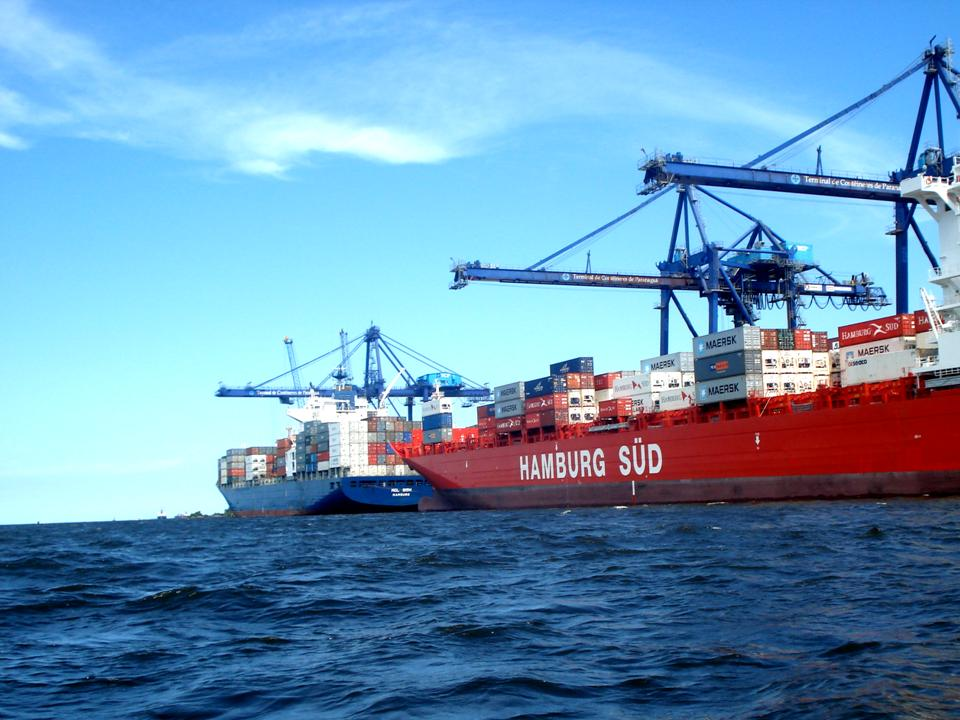
Port de Paranaguá

Actuellement, le Paranaguá est le premier port du Brésil pour l'exportation de farine de soja et d'huile végétale, le deuxième pour l'exportation de sucre, de papier (bobine), de produits surgelés, d'alcool et de véhicules, et le troisième pour l'expédition de soja et de bois. Le port de Paraná est également un leader dans l'importation d'engrais et représente 34% de toutes les importations d'engrais dans le pays.
En 2020, il a présenté plus de 57 millions de tonnes de mouvement de produits. Avec 14,2 millions de tonnes de soja exportées, 5,4 millions de tonnes de tourteau de soja et 2,5 millions de tonnes de maïs.
Le port de Paranaguá est le plus grand port de vrac d'Amérique latine. C'est aussi le troisième plus grand port à conteneurs du Brésil, seulement dépassé par Itajaí et Santos. C'est le plus grand port du Brésil pour l'exportation de céréales. Il exporte et importe des céréales, des engrais, des conteneurs, des liquides, des automobiles, du bois, du papier, du sel et du sucre, entre autres. La plupart des navires d'autres pays viennent des États-Unis, de Chine, du Japon et de Corée du Sud.